# Delia mutabilis
Delia mutabilis är en tvåvingeart som beskrevs av Judin 1976. Delia mutabilis ingår i släktet Delia och familjen blomsterflugor. Inga underarter finns listade i Catalogue of Life.